# جون أنتوني نيفين
جون أنتوني نيفين (بالإنجليزية: John Anthony Nevin)‏ هو بروفيسور أمريكي، ولد في 5 يوليو 1933، وتوفي في 23 سبتمبر 2018.